# Lance Rocks
Lance Rocks är en kulle i Antarktis. Den ligger i Västantarktis. Argentina och Storbritannien gör anspråk på området. Toppen på Lance Rocks är 812 meter över havet.
Terrängen runt Lance Rocks är kuperad åt nordväst, men åt sydost är den platt. Terrängen runt Lance Rocks sluttar brant österut. Trakten är obefolkad. Det finns inga samhällen i närheten.